# Alpujarra Almeriense
La Alpujarra Almeriense es una comarca española situada en la parte occidental de la provincia de Almería. Este territorio limita con las comarcas almerienses de Los Filabres-Tabernas al norte, la Metropolitana de Almería al este, y el Poniente Almeriense al sur, así como con las comarcas granadinas de la Alpujarra Granadina al oeste y Guadix al noroeste.
Está formada por veintidós municipios, de los cuales el más poblado es Alhama de Almería, y el más extenso Laujar de Andarax; por el contrario, el municipio con menor número de habitantes es Beires, y el de menor superficie Alicún. Su capital tradicional e histórica es la villa de Laujar de Andarax.
Al igual que el resto de las comarcas almerienses, solo está reconocida a nivel geográfico y cultural, pero no a nivel político.
Como su propio nombre indica, se localiza en la parte almeriense del territorio histórico de La Alpujarra, al norte de la Sierra de Gádor y al sur de Sierra Nevada, en los cursos alto y medio del río Andarax.

## Municipios
La comarca está conformada por los siguientes municipios:
|                        | Municipio              | Superficie | Población (2019) | Densidad | Ayto. (2019) | Pedanías                  |
| ---------------------- | ---------------------- | ---------- | ---------------- | -------- | ------------ | ------------------------- |
| Alboloduy              | Alboloduy              | 69,68      | 616              | 8,84     | PP           | Las Alcubillas Altas      |
| Alcolea                | Alcolea                | 67,46      | 825              | 12,23    | IU           | Darrícal y Lucainena      |
| Alhabia                | Alhabia                | 16,38      | 671              | 40,96    | PSOE         |                           |
| Alhama de Almería      | Alhama de Almería      | 26,22      | 3.641            | 138,86   | PP           | Huéchar                   |
| Alicún                 | Alicún                 | 5,87       | 206              | 35,09    | PSOE         |                           |
| Almócita               | Almócita               | 30,80      | 169              | 5,49     | PSOE         |                           |
| Alsodux                | Alsodux                | 20,09      | 125              | 6,22     | PSOE         |                           |
| Bayárcal               | Bayárcal               | 37,99      | 317              | 8,34     | PSOE         |                           |
| Beires                 | Beires                 | 38,80      | 110              | 2,84     | PP           |                           |
| Bentarique             | Bentarique             | 11,33      | 238              | 21,01    | PSOE         |                           |
| Canjáyar               | Canjáyar               | 66,87      | 1.214            | 18,15    | PP           | Alcora                    |
| Fondón                 | Fondón                 | 91,09      | 989              | 10,86    | PSOE         | Benecid y Fuente Victoria |
| Huécija                | Huécija                | 19,00      | 480              | 25,26    | PP           |                           |
| Íllar                  | Íllar                  | 19,17      | 394              | 20,55    | PP           |                           |
| Instinción             | Instinción             | 33,46      | 448              | 13,39    | PSOE         |                           |
| Laujar de Andarax      | Laujar de Andarax      | 92,74      | 1.536            | 16,56    | PP           |                           |
| Ohanes                 | Ohanes                 | 32,39      | 580              | 17,91    | PSOE         | Tices                     |
| Padules                | Padules                | 26,47      | 410              | 15,49    | PSOE         |                           |
| Paterna del Río        | Paterna del Río        | 45,44      | 371              | 8,16     | PSOE         | Baños de Santiago         |
| Rágol                  | Rágol                  | 26,90      | 316              | 11,75    | PP           |                           |
| Santa Cruz de Marchena | Santa Cruz de Marchena | 19,96      | 208              | 10,42    | PP           |                           |
| Terque                 | Terque                 | 15,71      | 377              | 24       | PSOE         |                           |
|                        | TOTAL                  | 813,82     | 14.241           | 17,5     |              |                           |